# 平局
平局（英語：tie），是指一場比賽中，甲方和乙方的比數相等或情勢達到平衡。此時，甲方和乙方同時不是勝者或負者。這種情況多出現於計分之比賽，尤其是分數難以獲得的情況。

## 發生情況

### 足球
平局在足球中是很常見的情況。通常依照平局發生時間點發生之不同而有不同的解決方法。依1994年之後的世界盃足球賽，平局發生在分組賽中是可預見的，該隊會被給予介於勝與負分得到的分數。世界盃是採用勝3分、和1分、負0分的制度。如果是發生在單敗淘汰賽中，會進行驟死賽或共30分鐘的延長賽。目前世界盃足球賽是採用延長賽的制度。

### 棒壘球
棒球與壘球亦常出現平局，在例行賽時，若到第九局下結束時兩隊仍同分，則該次比賽為平局；若有延長賽賽制時，到第12局下結束仍同分，則比賽為平局。但在季後賽以及國際性比賽時，若採淘汰制，會進入延長賽，視賽事規定不同，到第10局或第12局下結束時，若兩隊仍同分，則會採行突破僵局制以分出勝負。

### 國際象棋
平局在國際象棋中，是常常發生的情況。(55%)其發生的情況為：
- 逼和（无子可动和棋）——如果將要行棋的一方沒有合法的走法，但又沒有被將，那麼這種情況是逼和，棋局自動被判為和局。
- 三次重複情況—— 如果一個完全相同的情況剛剛在棋盤上出現第三次，而且接下來將要行棋的一方也都相同，或者是在行棋一方走子之後將要出現第三次重複情況，那麼行棋的一方可以（向裁判）要求和局，在這種情況下和局不是自動的——如果一方想要通過這種形式達到和局，那麼他必須聲明。如果是將要行棋的一方在走子之後就會出現第三次重複情況，那麼他只需在自己的記譜本上寫下將要走的棋，不需在棋盤上走子，便可要求和局。第9條第2款規定，如果將要行棋的一方相同，所有屬於相同的一方的相同的棋子都位於相同的位置，並且雙方各自可行的所有走法都相同，那麼就是重複的情況；特別地，雙方必須各自擁有相同的王車易位和吃過路兵的能力。（某一方可能失去王車易位的能力；吃過路兵只有一次機會。）如果和局要求不是恰好在形成重複情況的時候發出，那麼這個要求無效。當然，重複的情況可能再次出現。
- 50步規則——如果在之前雙方的50步棋中，沒有兵被移動，也沒有吃子，那麼雙方都可以要求和局。同樣地，這種和局也不是自動的——如果一方想要通過這種形式達到和局，那麼他必須聲明。如果想要求和局的一方將要行棋，而且恰好遇到只差一步即達到50步的情況，他也只需在自己的記譜本上寫下將要走的棋，不需在棋盤上走子，便可要求和局。
- 不可能將死——如果出現雙方都不可能憑藉一系列的合法移動而將死對方，那麼這一局便是和局。這一般是因為雙方子力不足，但也可能出現其他情況。因子力不足而和局的情況有：

o 王對王
o 王和象對王
o 王和馬對王
o 王和象對王和象，只要雙方的象位於同一種顏色的格子內。（若任一方的象是因升變而出現的象，這種情況不能出現）
- 協議和局——在棋局的任何時候某一方都可以向對方提議和局，只要這一方認為和局顯然是最有可能的結果。如果對方同意，那麼這一局就是和局。

通常的解決方法為加賽。

### 麻將
平局在麻將中稱為流局，一般發生於用完所有牌但沒有人達成胡牌的時候。通常依照不同的地區規則有不同的解決方法，例如日本麻雀，往往要以聽牌來決定輸贏分數。

### 围棋
平局在围棋里称为和棋，表示双方都没有办法去下这一盘棋从而表示和棋。